# Arlene Aikenhead
Pour les articles homonymes, voir Aikenhead.
 (mai 2023).
Arlene Aikenhead est une cavalière handisport canadienne de dressage.

## Carrière
Arlene Aikenhead participe aux Jeux paralympiques d'été de 1984 à Long Island, où elle remporte la médaille d'argent de l'épreuve de pas élémentaire de dressage C1-C2 et la médaille de bronze et de marche dans le parcours d'obstacles C1-C3.
Elle est également une joueuse de boccia.